# 32 Korpus Strzelecki (ZSRR)
32 Korpus Strzelecki (ros. 32-й стрелковый корпус) – wyższy związek taktyczny Armii Czerwonej.
32 Korpus Strzelecki powstał w 1941. Jego szlak bojowy na ziemiach polskich prowadził m.in. przez: Siemiatycze, Łuków i Białobrzegi. Wchodził w skład 5 Armii Uderzeniowej, szlak bojowy zakończył w rejonie Kostrzynia nad Odrą.

## Dowódcy korpusu
- gen. mjr Trofim Kołomijec (29.11.1939 – 15.08.1941)
- gen. por. Dmitrij Żerebin (05.05.1943 – 09.05.1945)[3]

## Struktura organizacyjna
Skład 16 kwietnia 1945:
- 60 Gwardyjska Dywizja Piechoty
- 295 Dywizja Strzelecka
- 416 Dywizja Piechoty oraz 1054 Pułk Artylerii, 11 Gwardyjska Brygada Pancerna, 67 Gwardyjska Brygada Pancerna, 220 Brygada Pancerna, 92 Gwardyjski Samobieżny Pułk Pancerny i 1504 Pułk Artylerii Samobieżnej.